# Богорский ботанический сад
Бого́рский ботани́ческий сад (индон. Kebun Raya Bogor) — ботанический сад, расположенный в индонезийском городе Бого́р (провинция Западная Ява) и его окрестностях. Старейший и крупнейший ботанический сад Индонезии, один из самых старых и крупных в мире.
В коллекции около 14,5 тысяч растений 5839 видов. Имеет филиалы в других районах острова Ява, а также на острове Бали. Площадь сада вместе с филиалами — 451,4 гектара; центрального отделения, находящегося в черте Богора, — 87 гектаров.
Основан в 1817 году по распоряжению администрации Нидерландской Ост-Индии. В колониальный период должность директора сада занимали многие видные европейские учёные-натуралисты.
Входит в структуру Научного общества Индонезии (индон. Lembaga Ilmu Pengetahuan Indonesia, LIPI) под официальным названием Центр сохранения растений «Богорский ботанический сад» (индон. Pusat Konservasi Tumbuhan Kebun Raya Bogor.

## История

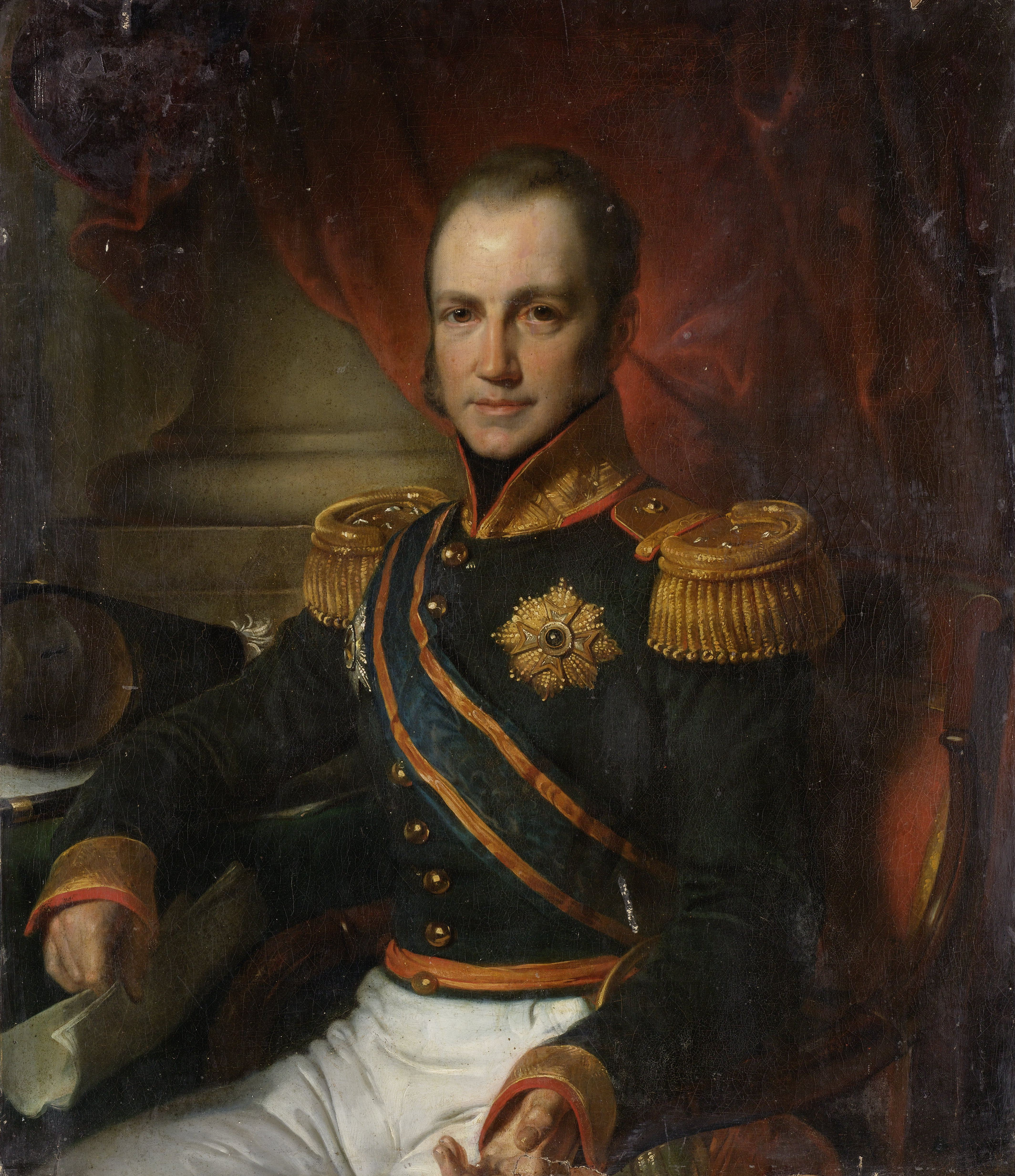
Генерал-губернатор Годерт ван дер Капеллен — инициатор создания Богорского ботанического сада. Портрет работы К. Крусемана, первая половина XVIII века

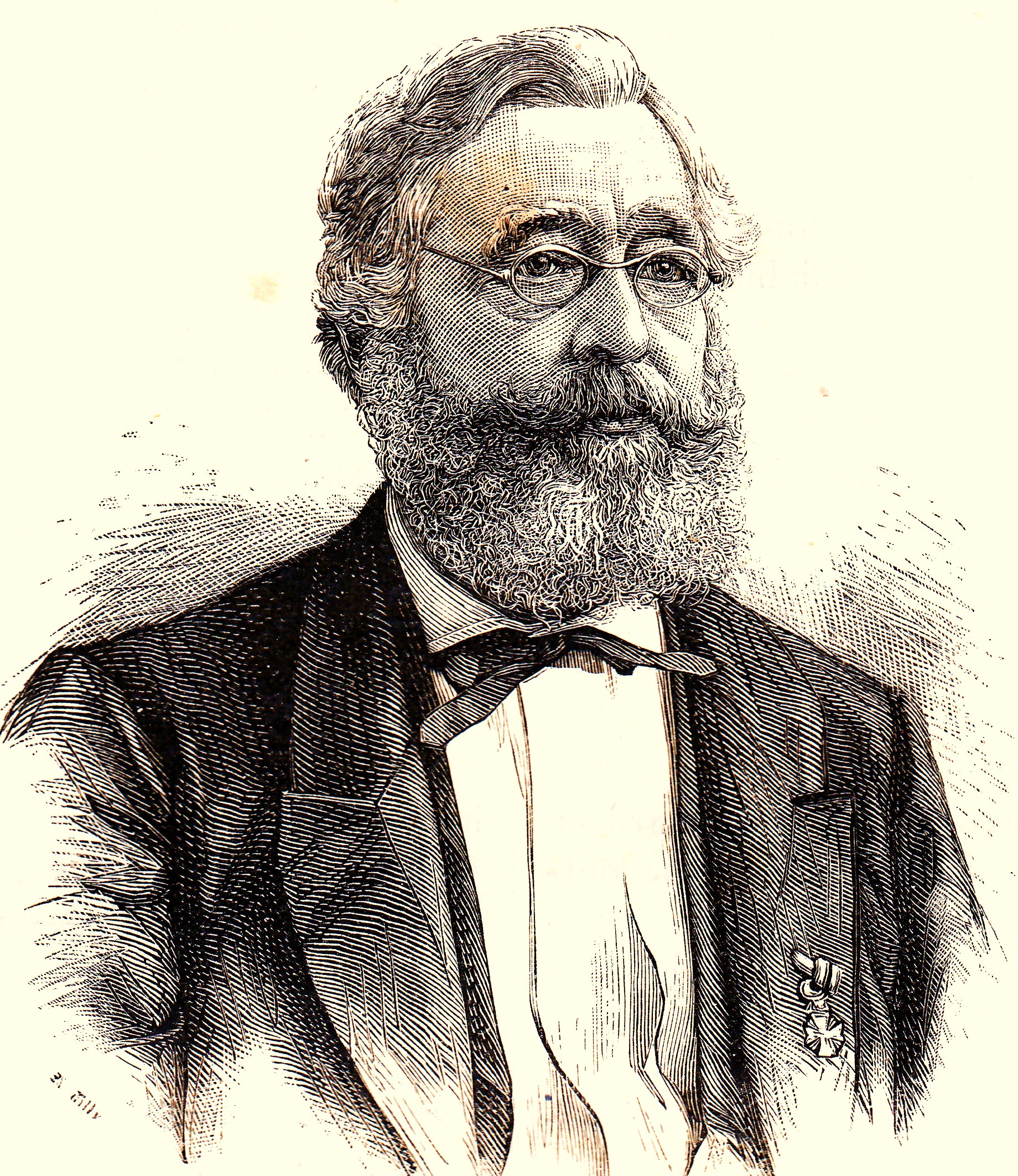
Йоханнес Элиас Тейсманн, директор Богорского ботанического сада в 1831—1869 годах

Сад открыт по распоряжению генерал-губернатора Нидерландской Ост-Индии Г. ван дер Капеллена как «Национальный бейтензоргский ботанический сад» (нидерл. S'Lands Plantentiun te Buitenzorg; Бейтензорг — голландское название Богора). Его проект, разработанный группой европейских учёных во главе с нидерландским ботаником немецкого происхождения К. Рейнвардтом (нем. Casper Goerge Carl Reinwardt) — который и стал первым директором сада, — был утверждён чуть более чем за месяц до его открытия, 15 апреля 1817 года. Территория сада, составлявшая изначально 47 гектаров, непосредственно прилегала к комплексу летнего дворца генерал-губернатора (в настоящее время — летний дворец президентов Индонезии).
Под руководством К. Рейнвардта (работал на посту директора до 1822 года) коллекция ботанического сада расширялась весьма быстрыми темпами. Так, в первом каталоге сада, выпущенном вскоре после отставки К. Рейнвардта его преемником К. Л. Блюме, фигурировало 912 видов растений.
10 октября 1834 года сад серьёзно пострадал в результате извержения вулкана Салак и сопровождавшего его землетрясения. Однако усилиями Й. Тейсманна (нидерл. Johannes Elias Teijsmann), ставшего самым многолетним директором сада за его историю (1830—1869 годы) удалось не только полностью восстановить ущерб, но и продолжить расширение коллекции и её систематизацию.
В период директорства Й. Тейсманна была введена практика упорядоченного высаживания растений в соответствии с их родовой принадлежностью. Тейсманн начал создавать научно-исследовательскую инфраструктуру сада. Так, в 1842 году здесь открылась естественнонаучная библиотека (лат. Bibliotheca Bogoriensis), в 1844 году — постоянная экспозиция гербариев (лат. Herbarium Bogoriense). Кроме того, в 1866 году сад был существенно расширен: был создан загородный филиал в горном местечке Чибодас (индон. Cibodas) к югу от Богора, по площади (120 гектаров) значительно превосходивший центральное отделение. Прохладный климат Чибодаса позволил высаживать в ботаническом саду не только тропические, но и субтропические растения. Позднее, в 1891 году, в Чибодасе была создана крупная биологическая лаборатория, действующая до настоящего времени.
Кроме того, по инициативе Й. Тейсманна 30 мая 1868 года Бейтензоргский ботанический сад был официально отделён от дворцового комплекса, что расширило возможности проведения в нём научных работ и одновременно позволило сделать его более открытым для публики.

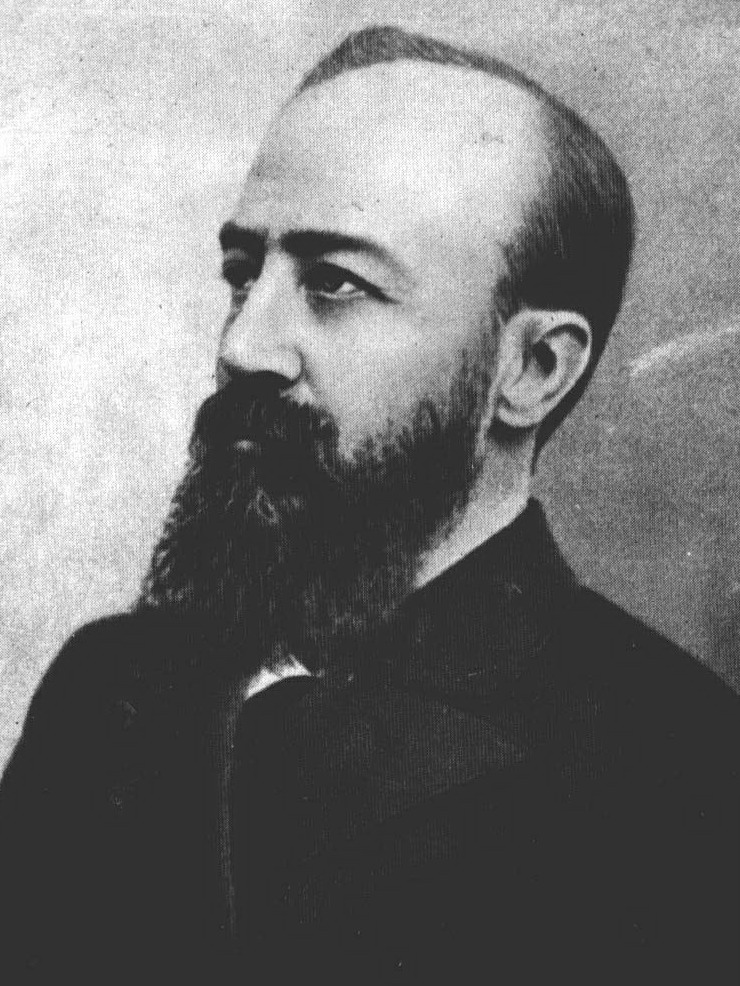
А. Н. Краснов — российский ботаник, проводивший исследования в Богорском ботаническом саду

С середины XIX века сад пользовался широкой международной известностью, систематически посещался натуралистами различных стран для проведения исследований. Так, в Российской академии наук была учреждена специальная «бейтензоргская стипендия», позволявшая командировать молодых учёных для стажировок при ботаническом саде. В саду работали или готовились для дальнейших экспедиций по архипелагу такие крупные европейские и российские биологи, как А. Уоллес, Э. Геккель, В. Кюкенталь, М. Вебер, ботаники Г. Хаберландт, А. Шимпер, О. Варбург, Ф. Юнгхун. Из русских ботаников в разное время в Богоре побывали и проводили исследования В. М. Арнольди, О. А. Вальтер, М. И. Голенкин, Ф. М. Каменский, А. Н. Краснов, В. Н. Любименко, Н. А. Максимов, С. Г. Навашин, В. А. Ротерт, В. А. Тихомиров, зоологи С. В. Аверинцев, К. Н. Давыдов, П. П. Иванов, О. И. Ион, В. А. Караваев, А. А. Коротнев, С. Е. Кумакевич, М. М. Местергази, Д. Д. Педашенко, Г. И. Радде.
В 1941 году был открыт ещё один филиал сада — у посёлка Пурводади (индон. Purworadi) на Восточной Яве, площадью 85 гектаров. Его специализацией стали менее влаголюбивые растения.
В период японской оккупации Индонезии в 1942—1945 годах сад продолжал функционировать. В 1943 году его директором был назначен японский ботаник Накаи Такеносин (яп. 中井 猛之進).
После обретения Индонезией независимости в конце 1940-х годов сад был переименован в Центр изучения природы (индон. Lembaga Pusat Penyelidikan Alam), затем — в Богорский ботанический сад (индон. Kebun Raya Bogor).
В 1959 году был открыт четвёртый, на настоящее время последний филиал Богорского ботанического сада — под городком Бедугул (индон. Bedugul) на острове Бали (индон. Bali) — площадь 159,4 гектара.
16 мая 2006 года в рамках празднования 189-й годовщины создания сада на его территории председателем Индонезийского научного общества У. Анггара Джени (индон. Umar Anggara Jenie) и послом ФРГ в Индонезии И. Бродре-Грёгером (нем. Joachim Broudré-Gröger) был открыт памятник К. Рейнвардту.
1 июня 2006 года сад сильно пострадал в результате урагана. В частности, было сломано не менее 124 деревьев, возраст многих из которых превышал 100 лет.
23 мая 2013 года директор сада Мустаид Сирегар заявил, что ускоренное социально-экономическое развитие Богора представляет серьёзную угрозу для жизнеобеспечения сада. В качестве негативных факторов были указаны загрязнение окружающей среды и дефицит водных ресурсов, возникший в силу необходимости водоснабжения нескольких новых офисных и гостиничных зданий, построенных в непосредственной близости от ботанического сада.
11 января 2015 года в ботаническом саду произошел несчастный случай: в результате падения 93-летнего дерева вида Агатис даммара погибло 4 и было ранено не менее 20 посетителей. Эта трагедия получила значительный резонанс в индонезийских СМИ и вызвала серьёзную критику в адрес руководства сада, которому ставилась в вину неспособность обеспечить должные меры безопасности, в том числе своевременную диагностику деревьев.

## Коллекция
По состоянию на март 2010 года в коллекции Богорского ботанического сада имелось 14 499 растений, представляющих 5839 биологических видов, принадлежащих к 1251 роду и 215 семействам. Представители 900 видов содержатся в специальных оранжереях, из них 550 видов — орхидеи.

## Организация и научно-исследовательская инфраструктура
Организационно сад входит в структуру Научного общества Индонезии (индон. Lembaga Ilmu Pengetahuan Indonesia, LIPI), созданного как прообраз национальной академии наук, под официальным названием Центр сохранения растений «Богорский ботанический сад» (индон. Pusat Konservasi Tumbuhan Kebun Raya Bogor.
На территории центрального отделения ботанического сада и его филиала в Чибодасе расположены следующие научно-исследовательские и просветительные учреждения:
- Гербарий
- Богорский зоологический музей
- Ботаническая лаборатория
- Экспериментальный сад
- Химическая лаборатория
- Фармакологическая лаборатория
- Ихтиологическая лаборатория (в структуре Богорского сельскохозяйственного института)

## Директора сада
- 1817—1822 : Каспар Георг Карл Рейнвардт (нем. Caspar Georg Karl Reinwardt)
- 1823—1826 : Карл Людвиг Блюме
- 1830—1869 : Йоханнес Элиас Тейсманн (нидерл. Johannes Elias Teijsmann)
- 1869—1880 : Рудольф Херман Христиан Карел Шеффер (нидерл. Rudolph Herman Christiaan Carel Scheffer)
- 1880—1905 : Мелхиор Трейб (нидерл. Melchior Treub)
- 1905—1918 : Якоб Христиан Конинсбергер (нидерл. Jacob Christiaan Koningsberger)
- 1918—1932 : Виллем Мариус Доктерс ван Лёвен (нидерл. Willem Marius Docters van Leeuwen)
- 1932—1943 : Херман Эрнст Вольф ван Вюльфинг (нидерл. Hermann Ernst Wolff van Wülfing)
- 1943—1945 : Накаи Такеносин (яп. 中井 猛之進)
- 1948—1951 : Дирк Фок ван Слотен (нидерл. Dirk Fok van Slooten)
- 1951—1959 : Кусонто Сетьёдивирджо (индон. Kusnoto Setyodiwirjo)
- 1959—1969 : Суджана Кассан (индон. Soedjana Kassan)
- 1969—1981 : Дидин Састрапраджа (индон. Didin Sastrapradja)
- 1981—1983 : Маде Сри Прана (индон. Made Sri Prana)
- 1983—1987 : Усеп Сутисна (индон. Usep Sutisna)
- 1987—1990 : Сампурно Кадарсан (индон. Sampurno Kadarsan)
- 1990—1997 : Сухирман (индон. Suhirman)
- 1997—2002 : Дэди Дарнэди (индон. Dedi Darnaedi)
- 2002—2008 : Иравати (индон. Irawati)
- 2008—2013 : Мустаид Сирегар (индон. Mustaid Siregar)
- С 2013 года по настоящее время : Дидик Видьятмоко (индон. Didik Widyatmoko)[13]